# 第3艦隊偵察飛行隊 (アメリカ海軍)
第3艦隊偵察飛行隊（だい3かんたいていさつひこうたい、英: Fleet Air Reconnaissance Squadron 3、略称：VQ-3）は、アメリカ海軍太平洋艦隊海軍航空軍第1戦略通信航空団隷下の原子力潜水艦通信中継部隊。愛称はアイアンマン（英: Ironmen）。前身は1963年12月23日にハワイ州バーバーズ・ポイント海軍航空基地で編成された、第21艦隊戦術支援飛行隊分遣隊（英: Fleet Tactical Support Squadron 21 Detachment、略称：VR-21）で、EC-130Gを装備した。1966年にグアムのアガナ海軍航空基地に移駐後、第1空中早期警戒飛行隊（英: Airborne Early Warning Squadron 1、略称：VW-1）に編入され、1968年7月1日に第1空中早期警戒飛行隊分遣隊が第3艦隊偵察飛行隊に改編された。オクラホマ州ティンカー空軍基地に所在し、通信中継・空中指揮機としてE-6Bを運用する。なお、カリフォルニア州トラヴィス空軍基地とネブラスカ州オファット空軍基地に分遣隊を配置している。

## 歴代運用機

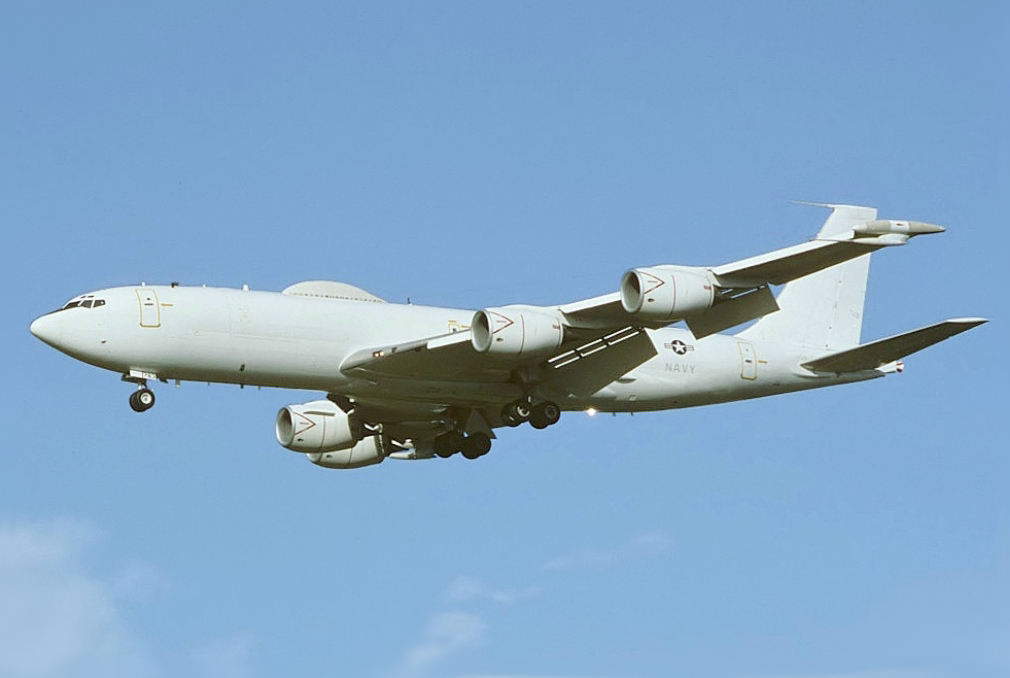
VQ-3で運用するE-6B

- 通信中継機
  - EC-130G/Q（英語版）
- 通信中継・空中指揮機
  - E-6A/B